# Magnolia champaca
Magnolia champaca é uma árvore de folhas perenes, nativa do Sudeste Asiático e Ásia Meridional.  É muito conhecida por sua forte fragrância e tem flores amarelas ou brancas. É uma árvore, no entanto, cultivada principalmente para extração de sua madeira, e também usada para arborização urbana. Suas sementes cobertas com arilo são muito atrativas a pássaros. Também é conhecida pelo seu sinônimo Michelia champaca.

## Variedades
Os nomes mais comuns incluem champaca, champak, Sonchaaphaa(सोन चाफ़ा) na língua marata, Shenbagam em tâmil, Chenbagam em Malaiala ou champa dourada, স্বর্ণচাঁপা em Bengali, champa, cempaka, sampenga e sampangi em Telugu, sampige e shamba. Todos os outros nomes acima são variedades de plumeria com a exceção de Sonchaaphaa que é uma variedade exclusiva das regiões ocidentais, com meia duzia de variedades de Plumeria junto com Michelia champaca (três variedades) e duas variedades de Ylang Ylang indicadas sob o nome genérico de Chaaphaa em marata, e nomes independentes acabando com o genérico Chaaphaa; a variedade de plumeria vermelha por exemplo é Dev Chaaphaa ou Champa de Deus, e as duas variedades Ylang Ylang cada uma têm um nome diverso também.

## Usos

### Perfume
As flores são usadas de diversas maneiras no sudeste asiatico. Elas são usadas para a adoração em templos ou dentro e fora de casa, e geralmente como ornamento de cabelo para meninas e mulheres pela beleza e pelo perfume natural. As flores são também usadas para perfumar o ambiente colocadas flutuando em recipientes de água, como fragrância no leito matrimonial, e em guirlandas.
"Entretanto Michelia champaka é mais rara e tem um perfume mais potente, e não é comumente usada - por exemplo no cabelo é usada como peça única ou como corpete mas raramente como uma guirlanda completa, e para leitos matrimoniais é mias comum a utilização de jasmim ou rosas enquanto que para os recipientes com água colocados ao redor dos ambientes são usadas flores com cores mais fortes e com menos perfume."
Sua flor esta presente no perfume francês "Joy" e é também chamada como 'Joy perfume tree.'
Muitas perfumarias estão voltando a usar Champaca Absolute como uma fragrância principal, especialmente Ormonde Jayne Perfumery lançada em 2002 Champaca, Tom Ford Champaca for Men and Comme de Garcons.

### Cultivo
M. champaca é cultivada e usada como uma árvore ornamental em jardins de clima temperado, como na costa californiana.